# Liste der Landeswasserstraßen in Mecklenburg-Vorpommern
Nachfolgende Liste der Landeswasserstraßen nennt alle Wasserstraßen, deren Last das Bundesland Mecklenburg-Vorpommern zu tragen hat. Grundlage ist das Gesetz über die Nutzung der Gewässer für den Verkehr und die Sicherheit in den Häfen (Wasserverkehrs- und Hafensicherheitsgesetz – WVHaSiG M-V).

## Strecken
| Wasserstraße                    | von                                                   | bis                  | Beschränkungen |
| ------------------------------- | ----------------------------------------------------- | -------------------- | -------------- |
| Peenekanal in der Stadt Malchin | km 2,50                                               | km 0,00              |                |
| Mündungsgebiet der Recknitz     | Altarm der Recknitz von der Mündung des Templer Bachs | Ribnitzer See        | max. 5 km/h    |
| Teterower Peene                 | Mündung in den Kummerower See                         | Hafengebiet Neukalen |                |